# Монастырь Святого Креста (Ландсхут)
Францисканский монастырь Святого Креста (нем. Franziskanerinnenkloster Heilig Kreuz) — бывший женский монастырь ордена францисканцев, располагавшийся в районе Фрайунг баварского города Ландсхут (Нижняя Бавария) и относившийся к архиепархии Мюнхена и Фрайзинга. Был основан около 1480 года и распущен в 1802 — в результате секуляризации, проходившей в те годы в Баварском курфюршестве.